# Seznam avstralskih psihologov
Seznam avstralskih psihologov.

## A
- Tony Attwood

## B
- Steve Biddulph

## E
- Fred Emery

## F
- Paul Feltham

## G
- Vicky Gibbs

## M
- Hugh Mackay
- Elton Mayo